# Philip Clark
Philip Corriston Clark (San Francisco, 18 september 1898 - Riverside, 16 december 1985) was een Amerikaans rugbyspeler. Clark speelde als voorwaartse.

## Carrière
Tijdens de Olympische Zomerspelen 1924 werd hij met de Amerikaanse ploeg olympisch kampioen.

## Erelijst

### Met Verenigde Staten
- Olympische Zomerspelen:  1924